# ناريندرا كومار
ناريندرا كومار (بالإنجليزية: Narendra Kumar)‏ هو ضابط شرطة هندي، ولد في 1979، وتوفي في 2012.